# Ludovico Racaniello
Ludovico Racaniello (Todi, 1352 – Montecchio Vesponi, 1441) è stato un mercenario e condottiero italiano, primogenito di Riccardo della famiglia umbra di discendenza norrena dei  Racaniello.

## Biografia
Dopo alcuni anni dedicati agli studi di legge sotto l'indirizzo del padre, nel 1376 alla di lui morte si trovò sulle spalle la responsabilità della famiglia. Abbandonati gli studi, si mise allora al servizio di Ercole I, dedicandosi così alla carriera militare che, grazie ad una notevole abilità di comando, lo vide in breve raccogliere numerosi successi.
Nel 1380 si sposò con Giulia Albizzi, figlia di Maso, assicurandosi in tal mondo i favori della potente famiglia che in quegli anni aveva conquistato il potere a Firenze.
Nel 1395 Racaniello divenne capitano della rocca di Montecchio subentrandone nel possesso a John Hawkwood, base di un potere sempre maggiore che negli anni a seguire lo videro espandere la propria influenza nell'intera Val di Chiana.
Nel 1397 entrò in conflitto con la famiglia dei Casali per il possesso di Cortona, conflitto che si protrasse per quasi quindici anni, fino al 1411, anno in cui il territorio passò sotto il controllo di Firenze e rientrò nel contado di Racaniello. Nel 1419 il cognato Rinaldo Albizzi gli affidò la carica di proconsole di Arezzo.
Firenze nel 1434 passò sotto il controllo dei Medici e Racaniello dimostrò di essere oltre ad un ottimo condottiero anche un buon diplomatico. Nonostante gli anni passati al servizio della famiglia rivale nel controllo di Firenze, infatti, riuscì ad ingraziarsi la famiglia medicea, che non pretese nessun ridimensionamento dei territori amministrati dal contado di Racaniello e lo riconobbe come garante del potere della signoria fiorentina su quelle stesse terre.
Lo stemma del casato è composto da cerchi concentrici di colore giallo e terra bruciata su campo turchese, il motto della famiglia è "Dominus exquisitus artis vulnero saeviter quis revocas malum memet" - possiedo un'arte raffinata, quella di ferire con crudeltà chi mi fa del male (frase del poeta greco Archiloco).